# Бустер Голд
Бустер Голд (англ. Booster Gold) — персонаж комиксов издательства DC Comics, супергерой; создан Дэном Юргенсом. Впервые появился в Booster Gold № 1 (февраль 1986 года) как участник команды Лига справедливости.
Первоначально персонаж представал в образе ищущего славы пришельца из будущего, который использует свои знания об исторических событиях и футуристических технологиях для создания собственного «героического» образа в глазах людей, но со временем его образ превращается в «настоящего» героя, пережившего личную трагедию и отягощённого созданной им ранее репутацией.

## История публикаций
Бустер Голд впервые появился в Booster Gold № 1 (февраль 1986), став первым значительным новым персонажем, появившемся во Вселенной DC после перезапуска Кризиса на Бесконечных Землях. В следующем году он стал регулярно появляться в серии комиксов Justice League и оставался участником команды, пока она не была распущена в 1996 году. Он и его напарники из Лиги несколько раз появлялись, как «Суперприятели» в минисерии Formerly Known as the Justice League, а также в сиквеле JLA: Classifies «I Can’t Believe It’s Not the Justice League».
А 16 марта 2007 года на Wizard World в Лос-Анджелесе Дэн ДиДио анонсировал новую постоянную серию комиксов под названием All-New Booster Gold, позже названную просто Booster Gold. Действие серии происходит после события 52 и изначально писалась Джеффом Джонсом и Джеффом Катцем, с иллюстрациями Юргенса и Норма Рэпмунда. Серия фокусировалась в основном на тайных путешествиях во времени Бустера по Вселенной DC. Серия также описывает Рип Хантера, Скита и предков Бустера, Дэниэла Картера и Роуза Левина. Слоганом серии было: «Величайший герой, о котором вы никогда не слышали!» Катц и Джонс покинули серию после 12 выпусков (№ 1-10, № 0 и выпуск Один Миллион). Юргенс и Рэпмунд остались. Юргенс пригласил на пост сценаристов Чака Диксона и Рика Ремендера, на четыре выпуска.
В мае 2010 года Кит Гиффен встал во главе серии Booster Gold, связав его с минисерией Justice League: Generation Lost, в которой Бустер объединился с Пламенем, Льдом и Капитаном Атомом, чтобы победить воскрешённого Максвелла Лорда. С июля 2010 года по февраль 2011 года Бустер, вместе с Рипом, Зелёным Фонарём и Суперменом появлялся в шести-серийной минисерии Time Masters: Vanishing Point, которая являлась частью события Batman: The Return of Bruce Wayne, в которой также был заново представлен Обратный Флэш. Серия также заложила начало к кроссоверу 2011 года Flashpoint. Юргенс вернулся к основной серии Booster Gold с выпуска № 44.

## Силы и снаряжение
Хотя Бустер Голд не имеет суперспособностей (как и Бэтмен, он полагается на снаряжение), у него телосложение атлета. Он демонстрирует силу воли, достаточную для использования кольца полёта Легиона на расстоянии, что кроме него немногие могут.
Бустер Голд получает свои «силы» от артефактов, которые он украл из музея будущего. Костюм даёт ему суперсилу, а наручи позволяют производить силовые взрывы. Также наручи содержат большую часть контроллеров костюма, а также коммуникационное устройство. Схемы, содержащиеся в поясе Бустера дают ему защиту от физических и энергетических атак, также он использует поле, чтобы отталкивать объекты с большой силой и генерировать среду, в которой можно дышать. Поле центрируется на теле Бустера, но он может его расширять и проецировать наружу. Очки костюма обладают способностью видеть инфракрасное излучение и увеличивать. В дополнение к силам костюма, Бустер Голд может летать благодаря кольцу Легиона Супергероев. Бустер также может поглощать массу, а затем возвращать её в исходное состояние, или в расплавленном виде, хотя это истощает его силовое поле.
Основные способности и снаряжение:
- Кольцо полёта Легиона
- Костюм силы
- Способность путешествовать во времени
- Наручи
- Смотровое оборудование|  | Этот раздел нужно дополнить. Пожалуйста, улучшите и дополните раздел. (9 августа 2013) |

## Вне комиксов

### Телевидение
- В 2004 году появился в качестве главного героя в 8 серии 3 сезона мультсериала «Лига справедливости»[10] (серия «Величайшая история из нерассказанных»).
- Появился в 18 эпизоде 10 сезона сериала Тайны Смолвиля. Был сыгран актёром Эриком Мартсолфом.
- Появлялся в мультсериале «Бэтмен: Отважный и смелый».
- Упоминался в мультфильме «Бэтмен и Харли Квинн».
- Появился в 13 эпизоде 7 сезона сериала Легенды завтрашнего дня.
- Появится в будущем сериале, который разрабатывают DC Studios и HBO MAX совестно с Джеймсом Ганном.

### Видеоигры
Является играбельным персонажем в Lego Batman 3: Beyond Gotham.

## Критика
Персонаж был поставлен на 173-ю позицию в списке величайших персонажей комиксов всех времён журнала Wizard.
В аналогичном списке 100 лучших героев комиксов по версии IGN он занял 59-е место.